# Carl Heinrich Weizsäcker
Carl Heinrich Weizsäcker, född den 11 december 1822 i Öhringen, död den 13 augusti 1899 i Tübingen, var en tysk protestantisk teolog och kyrkoman.

## Biografi
Carl Heinrich Weizsäcker var bror till Julius Weizsäcker och far till Karl von Weizsäcker.
Weizsäcker verkade med stor framgång lika mycket som praktisk präst i olika ställningar och hög ämbetsman som i egenskap av teologisk författare. Han utnämndes 1848 till kyrkoherde i Billingsbach och 1851 till hovpredikant i Stuttgart. År 1856 blev han medarbetare i ministeriet för kyrko- och skolfrågor, och 1859 utnämndes han till medlem av konsistoriet. År 1861 utsågs han till F.C. Baurs efterträdare som professor i kyrkohistoria i Tübingen och beklädde sedan 1890 kanslersämbetet vid universitetet där.
Som teologisk författare gjorde Weizsäcker sig sedan 1856 bemärkt genom kyrkohistoriska och dogmatiska artiklar i den av honom och andra uppsatta tidskriften "Jahrbücher für deutsche Theologie", där han hävdade en konservativ ståndpunkt och med vissa modifikationer gjorde front mot Baurska skolan. Sedan Weizsäcker kallats till Baurs efterträdare som professor, slog han emellertid in på en kritisk behandling av urkristendomens problem, som gjorde klyftan mellan honom och Baur allt mindre och tillförsäkrade honom en rangplats bland forskarna på urkristendomens område. 
Det är huvudsakligen tre arbeten, som förskaffat Weizsäcker högt anseende: Untersuchungen über die evangelische Geschichte, ihre Quellen und den Gang ihrer Entwicklung (1864; 2:a upplagan 1901), där han, emot den inom Tübingenskolan rådande ensidiga kritiken av evangelierna, gjorde gällande en ny uppfattning av dessa och deras källor, Das apostolische Zeitalter (1886; 3:e upplagan 1902), där han utan lärd apparat och utan polemik med andra, efter en för tiden avpassad ny problemställning och med den för honom utmärkande konstnärliga begåvningen gav en konkret bild av kristendomens utveckling, och översättningen av Nya testamentet (1875; sedan många upplagor). Weizsäckers stilistiska konstnärskap kunde här göra sig gällande för en större läsekrets.